# Berahmā
Berahmā (persiska: بِرَهما, بارومو, بُرما) är en ort i Iran.   Den ligger i provinsen Lorestan, i den nordvästra delen av landet, 400 km sydväst om huvudstaden Teheran. Berahmā ligger 1 908 meter över havet och antalet invånare är 632.
Terrängen runt Berahmā är varierad.Runt Berahmā är det ganska tätbefolkat, med 72 invånare per kvadratkilometer. Närmaste större samhälle är Nūrābād, 18,4 km väster om Berahmā. Trakten runt Berahmā består i huvudsak av gräsmarker.